# 1924 en droit
Cet article présente les faits marquants de l'année 1924 en droit.

## Naissances
- 13 mars : Pierre Arpaillange, magistrat et ministre de la Justice, mort en 2017 à 92 ans.

## Décès
- 19 février : Edmond Picard : Jurisconsulte belge, avocat à la cour d'appel de Bruxelles et à la Cour de cassation il fut bâtonnier, professeur de droit, écrivain, Sénateur et journaliste (né en 1836).